# 1977
Het jaar 1977 is een jaartal volgens de christelijke jaartelling.

## Gebeurtenissen

### januari
- 1 - Fusie van Belgische gemeenten: het aantal Belgische gemeenten wordt door de samenvoeging van gemeenten gereduceerd van 2359 tot 596. Ook de zes dorpen in de Voerstreek worden samengevoegd tot een gemeente Voeren (Fourons).
- 7 - In Tsjecho-Slowakije tekenen 240 intellectuelen en dissidenten het Charta 77 waarmee wordt gevraagd om naleving van de mensenrechten volgens het Verdrag van Helsinki. Enkele ondertekenaars worden gearresteerd en leider Jan Patočka overlijdt nadat hij door de politie is ondervraagd.
- 17 - Gary Gilmore komt de twijfelachtige eer toe sinds 1967 de eerste Amerikaanse terdoodveroordeelde te zijn bij wie het vonnis ook daadwerkelijk wordt voltrokken.
- 17 - President Moboetoe van Zaïre bezoekt België.
- 18 - In Sydney komen bij een verkeersramp 90 mensen om het leven. Een forensentrein die ontspoort ramt een viaduct, dat daarna instort.
- 18 - Ontdekking van de bacterie die de legionairsziekte veroorzaakt.
- 20 - In de Verenigde Staten wordt Jimmy Carter beëdigd als 39ste president.

### februari
- 2 - De Drentse amateurarcheoloog Tjerk Vermaning moet voor de rechtbank in Assen verschijnen omdat de authenticiteit van Vermanings vondsten in twijfel wordt getrokken.
- 6 - Drie missionarissen en vier nonnen worden vermoord in de Rhodesische missiepost Moesami door guerrillastrijders.
- 16 - De aartsbisschop Janani Luwum van Oeganda, voorvechter van de burgerrechten wordt vermoord door leden van het regime van president Idi Amin.
- 18 - De Arnhemse hulpverlener Harm Dost keert terug uit Duitsland, na een gevangenschap van bijna anderhalf jaar. Dost was in Kleef veroordeeld omdat hij aan een Duitse verslaafde softdrugs had verkocht, als onderdeel van diens therapie.
- 28 - Het eerste treinstel van de ICM ("Koploper")-serie van de Nederlandse Spoorwegen komt aan in Nederland vanuit Aken.

### maart
- 4 - Bij een aardbeving in Roemenië komen 1570 mensen om het leven.
- 4 - In Los Alamos wordt de eerste Cray-1-supercomputer in gebruik genomen.
- 5 - De zestienjarige violist Jaap van Zweden wint het Nationaal Vioolconcours in Amsterdam. De prijs wordt uitgereikt door minister Van Doorn.
- 21 - Nederland eindigt als achtste en laatste bij het wereldkampioenschap ijshockey voor B-landen in Tokio en degradeert naar de C-poule.
- 22 - Premier Joop den Uyl biedt het ontslag aan van zijn kabinet, dat op de valreep is gestruikeld over de grondpolitiek.
- 27 - Een Boeing 747 van de KLM botst door zware mist op een andere Jumbojet (van PanAm) op het vliegveld van Tenerife (Canarische Eilanden). 583 mensen komen om in de grootste vliegtuigramp ooit. Zie Vliegtuigramp van Tenerife.
- maart - De communistische partijleiders in Spanje, Italië en Frankrijk, Santiago Carrillo, Enrico Berlinguer en Georges Marchais, leggen de basis voor het Eurocommunisme.

### april
- 3 - Nederland, België, Luxemburg en Frankrijk gaan voor het eerst over op de zomertijd.
- 9 - Jan Raas wint voor de eerste keer de Amstel Gold Race.
- 10 - De Belgische biljarter Raymond Ceulemans wordt wereldkampioen driebanden.
- 15 - Roman Polański, Amerikaans filmregisseur, verschijnt voor de rechter in Los Angeles op verdenking van verkrachting van een dertienjarig meisje.
- 25 - In Den Haag protesteren leden van de Nederlandse Vrouwenbeweging tegen de stijgende koffieprijzen. Daartoe leveren ze 20.000 handtekeningen aan bij minister Lubbers.
- 29 - Sluiting van Hooites-Beukema in Hoogezand, de oudste strokartonfabriek van Groningen, als onderdeel van een grote herstructurering van de sector.
- 29 - Voor de voorlopig laatste keer wordt de rommelmarkt op het Waterlooplein in Amsterdam gesloten. De markt wordt naar een andere locatie verplaatst; op het Waterlooplein zal het nieuwe stadhuis, de Stopera worden gebouwd.

### mei
- Prinses Beatrix en prins Claus bezoeken China en Japan.
- 2 - Nederland zit zonder televisie. Op beide Nederlandse netten wordt slechts de mededeling getoond, dat als gevolg van een arbeidsconflict de geluidstechnici het werk hebben neergelegd.
- 3 - Pieter Menten staat terecht voor de executie van 200 Poolse burgers in 1941
- 8 - Ajax wordt landskampioen in de Nederlandse eredivisie, Club Brugge behaalt de titel in België.
- 8 - Tsjecho-Slowakije wint het wereldkampioenschap ijshockey voor A-landen in Wenen.
- 9 - Bij een verwoestende brand in Hotel Polen in Amsterdam komen 33 mensen om het leven.
- 15 - Freddy Maertens wint met overmacht de Ronde van Spanje. Hij leidt het klassement vanaf de eerste dag en schrijft 13 van de 19 etappes op zijn naam.
- 20 - Om 23:53 uur vertrekt van het Parijse station Gare de Lyon voor de laatste keer de Oriënt-Express.
- 22 - Bij een nachtelijke brand in hotel Hertog van Brabant in Brussel komen zeventien mensen om het leven.
- 22 - De NS nemen de Zoetermeerlijn in gebruik: een snelle railverbinding tussen werkstad Den Haag en slaapstad Zoetermeer.
- 23 - Zuid-Molukkers gijzelen een basisschool in het Drentse Bovensmilde en een trein bij De Punt. Alle verkiezingsactiviteiten worden stilgelegd. Zie treinkaping bij De Punt en Gijzeling lagere school in Bovensmilde.
- 24 - Ondertekening van het beruchte Egmontpact om België om te vormen tot een federale staat.
- 25 - Tweede Kamerverkiezingen in Nederland in het grimmige klimaat van de Molukse kaping en gijzeling in Drenthe. De PvdA van premier Den Uyl en het CDA van vicepremier Van Agt winnen.
- 28 - In de Amerikaanse staat Kentucky komen 165 mensen om in de brand in de Beverly Hills Supper Club.
- 28 - De kinderen in de basisschool in Bovensmilde worden vrijgelaten, de vijf leerkrachten blijven in gijzeling.

### juni
- 1 - Oprichting van profvoetbalclub SC Heerenveen als afsplitsing van Heerenveen.
- 3 - De Britse koningin Elizabeth II viert haar 25-jarig regeringsjubileum.
- 3 - De hitsingle God save the Queen van de Sex Pistols bereikt de hoogste positie in de Britse hitparade, het hoogtepunt van de Britse punkrage.
- 5 - De premier van de Seychellen, France-Albert René, zet de president af en vestigt een socialistische eenpartijstaat.
- 11 - De op 23 mei begonnen gijzelingen in een basisschool te Boven-Smilde en een trein bij De Punt worden beëindigd. Bij de bevrijding van de trein vallen acht doden.
- 13 - James Earl Ray, de moordenaar van dominee Martin Luther King, wordt weer teruggebracht naar de Tennessee State Penitentiary, van waaruit hij enkele dagen eerder was ontsnapt.
- 15 - Wim Polak volgt Ivo Samkalden op als burgemeester van de gemeente Amsterdam.
- 15 - Na veertig jaar dictatoriaal bewind van het Franco-regime hebben voor het eerste weer vrije verkiezingen in Spanje plaats.
- 20 - Menachem Begin wordt premier van Israël, waarmee aan een lange regeerperiode van de Arbeidspartij een einde komt.
- 27 - Karel Van Miert wordt verkozen tot co-voorzitter van de BSP (Belgische Socialistische Partij), naast de Waal André Cools.
- 27 - Djibouti verkrijgt als laatste kolonie in Afrika de onafhankelijkheid (van Frankrijk).
- Geweldloze militaire machtsovername in Pakistan, waarbij premier Ali Bhutto wordt afgezet op de beschuldiging dat hij geknoeid zou hebben met de verkiezingsresultaten. Opschorting van de Pakistaanse grondwet.
- 28 - Wil Hartog wint de 500cc-klasse van de TT Assen.

### juli
- 1 - De Zweedse tennisser Björn Borg prolongeert zijn Wimbledon-titel. De Britse Virginia Wade verslaat in de vrouwenfinale de Nederlandse Betty Stöve.
- 7 - Het uit afval gebouwde vlot De Tand des Tijds van de Nederlandse kunstenaar Robert Jasper Grootveld wordt de toegang tot de Amsterdamse grachten ontzegd.
- 13 - Somalië verklaart de oorlog aan Ethiopië, de begin van de Ogaden oorlog.
- 18 - De Walcherense kust verandert in de Costa del Hasj als er een flinke partij Gele Libanon aanspoelt.
- 24 - De Franse wielrenner Bernard Thévenet wint de Ronde van Frankrijk.
- 26 - De 13-jarige Engelsman David Morgan is de jongste Kanaalzwemmer. Hij zwemt van Dover naar Wissant bij Calais in 11 uur en 5 minuten.

### augustus
- 11 - De New Yorkse seriemoordenaar David Berkowitz, bekend als Son of Sam, wordt gearresteerd.
- 15 - Het Wow!-signaal wordt opgevangen met de Big Ear radiotelescoop van de Universiteit van Ohio en toegeschreven aan aliens.
- 16 - Elvis Presley overlijdt in Memphis, Tennessee, USA in de badkamer van zijn huis, officieel door een hartstilstand, maar later zal na autopsie blijken dat zijn lichaam sporen van meerdere soorten pillen bevat. Vermoedelijk is er sprake van een overdosis van door zijn arts voorgeschreven medicijnen.
- 20 - Een nieuw tijdperk in de astronomie begint met de lancering van de ruimtesonde Voyager 2. De Amerikaanse astronoom Carl Sagan geeft aan beide ruimtesondes een audio/video-plaat mee, met onder andere de groeten van president Jimmy Carter, en muziek van Ludwig van Beethoven en Louis Armstrong. Tevens wordt een bouwpakket van een draaitafel, met gebruiksaanwijzing bijgevoegd.
- 23 - Björn Borg lost Jimmy Connors na 160 weken af als nummer één op de wereldranglijst der tennisprofessionals, maar moet een week later die positie alweer aan de Amerikaan afstaan.

### september
- 5 - Lancering van de ruimtesonde Voyager 1.
- 5 - De West-Duitse werkgeversvoorzitter Hanns Martin Schleyer wordt ontvoerd door het Commando Siegfried Hauser, een onderdeel van de Rote Armee Fraktion.
- 10 - Hamida Djandoubi is de laatste die door de guillotine ter dood is gebracht.
- 12 - Steve Biko overlijdt aan hoofdverwondingen in de gevangenis.
- 16 - Overlijden van Britse glamrockster Marc Bolan bij een auto-ongeval.
- 16 - Overlijden van Maria Callas aan een hartaanval in haar appartement in Parijs.
- 19 - (Groningen) Na twee jaar van voorbereidingen wordt het verkeerscirculatieplan (VCP) van kracht. Autoverkeer moet om in een ander stadsdeel te komen, steeds terug naar de rondweg. De wethouders Max van den Berg en Jacques Wallage willen zo het gebruik van fiets en openbaar vervoer stimuleren.
- 22 - De RAF-terrorist Knut Folkerts schiet bij zijn aanhouding in Utrecht twee agenten neer.
- 18-25 Vredesweek. Het Interkerkelijk Vredesberaad kondigt een 10 jaar durende campagne aan onder het motto "Help de kernwapens de wereld uit, om te beginnen uit Nederland".
- 27 - Tussen Berkenwoude, Stolwijk en Lekkerkerk gaat het eerste buurtbusproject in Nederland van start.

### oktober
- 14 - Het eerste deel van de metro van Amsterdam wordt geopend: Weesperplein-Gaasperplas.
- 18 - Duitse elitetroepen bestormen op de luchthaven van Mogadishu het gekaapte Lufthansatoestel. De gijzelaars worden bevrijd, drie Palestijnse kapers doodgeschoten. De Bondsregering besloot in te grijpen nadat een der piloten door de kapers was geëxecuteerd.
- 18 - De Duitse terroristen Andreas Baader, Gudrun Ensslin en Jan-Carl Raspe worden dood in hun cel aangetroffen. Volgens de autoriteiten hebben ze zelfmoord gepleegd, volgens kringen rond de RAF zijn ze vermoord.
- 24 - Karel Van Miert kondigt aan, dat de Vlaamse socialisten zich voortaan autonoom gaan organiseren. Dit betekent meteen de communautaire splitsing van de BSP, in de Nederlandstalige SP (Socialistische Partij) en de Franstalige PS (Parti Socialiste). In 2002 verandert de naam SP in sp.a.
- 25 - Het Amsterdamse societymodel Mathilde Willink wordt in haar appartement aangetroffen met een kogel door haar hoofd. Moord of zelfmoord, het wordt nooit opgelost.
- oktober - Het dictatoriale bewind in Uruguay verbiedt de bibliotheken kranten en tijdschriften uit de jaren 1950-1973 aan het publiek ter inzage te geven. De pers zou in die jaren beïnvloed zijn geweest door communisten en Tupamaros.
- oktober - Het Christelijk Instituut van Zuid-Afrika krijgt van de regering een verbod om activiteiten te ontplooien. De voorman Christiaan Beyers Naudé krijgt een vorm van huisarrest.

### november
- Koningin Juliana en prins Bernhard bezoeken het West-Afrikaanse Senegal.
- 2 - De miljonair Maup Caransa koopt zich voor de som van tien miljoen Nederlandse guldens vrij van zijn ontvoerders.
- 8 - De Griekse archeoloog Manolis Andronikos maakt bekend, dat hij in de Archeologische site van Aigai het koningsgraf van Philippus II van Macedonië heeft gevonden.
- 8 - Amerikaanse gouverneursverkiezingen
- 19 - In India komen meer dan 10.000 mensen om het leven als gevolg van een vloedgolf en een cycloon.
- 20 - De Egyptische president Anwar Sadat schrijft geschiedenis met zijn rede voor de Knesset. Hij is de eerste Arabische leider die daar toegang krijgt sinds de oprichting van de staat Israël.
- 26 - De dames Snip en Snap treden, na veertig jaar, voor het laatst op.
- 30 - De PvdA wordt veroordeeld tot oppositie, nadat na een lange formatieperiode onverwachts het CDA-VVD-kabinet-Van Agt wordt geformeerd.

### december
- 4 - Jean-Bédel Bokassa kroont zichzelf tot keizer van de Centraal-Afrikaanse Republiek.
- 5 - Bophuthatswana is het tweede thuisland dat door Zuid-Afrika onafhankelijk verklaard wordt. Geen enkel ander land zal Bophuthatswana erkennen.
- 14 - Pieter Menten, een Nederlandse oorlogsmisdadiger, wordt veroordeeld tot vijftien jaar gevangenschap.
- 14 - Première van Saturday Night Fever met John Travolta.

## Muziek

### Klassieke muziek
- 19 april: eerste uitvoering van Symfonie nr. 5 van Kalevi Aho
- 14 juni: eerste uitvoering van (titelloos) Pianostuk van Magnus Lindberg
- 20 juni: eerste uitvoering van Stratifications van Hans Abrahamsen
- 25 augustus: eerste uitvoering van ...Durch einen Spiegel... van Joonas Kokkonen
- 10 november: eerste uitvoering van Architraves van Axel Borup-Jørgensen
- John Adams schreef China gates

### Populaire muziek
- 4 feb - Het album Rumours van Fleetwood Mac verschijnt.
- 8 april - The Clash, pioniers van de punkbeweging, brengen hun eerste, gelijknamige album uit.
- 26 juni - Elvis Presley geeft zijn laatste concert in Indianapolis.
- 2 juli - I Feel Love, geschreven door Giorgio Moroder en gezongen door Donna Summer, verschijnt.
- 3 okt - Het album Out of the Blue van Electric Light Orchestra verschijnt, met daarop onder andere Turn to Stone, Sweet Talkin' Woman en Mr. Blue Sky.

Hits in 1977 zijn onder veel meer
- Raffaella Carra: A far l'amore comincia tu, beter bekend onder het refrein Scoppia, scoppia mi sco.
- Normaal breekt door met Oerend hard.

## Beeldende kunst

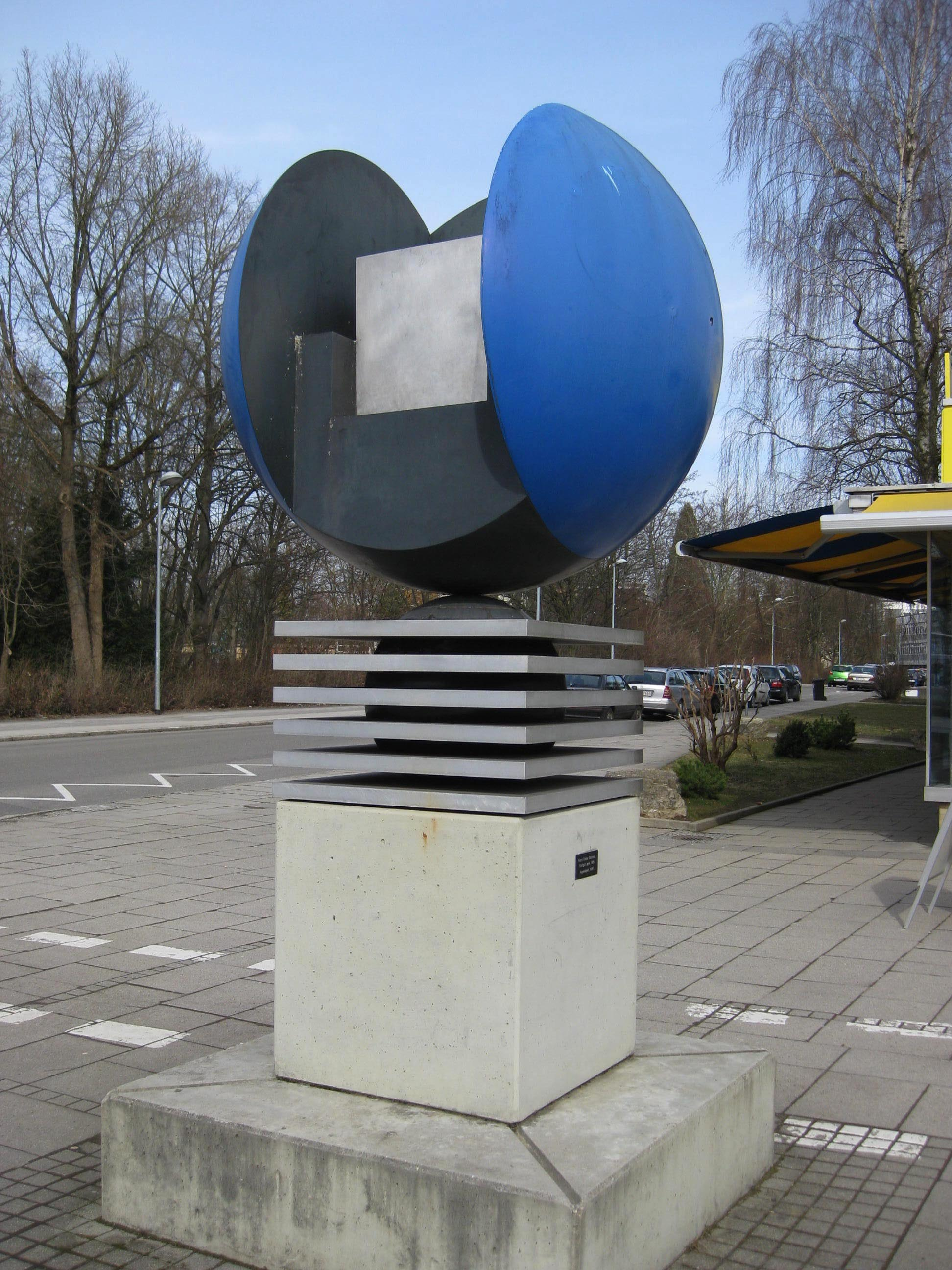
Kugelobjekt (1977) Hans Dieter Bohnet, Böblingen

## Bouwkunst

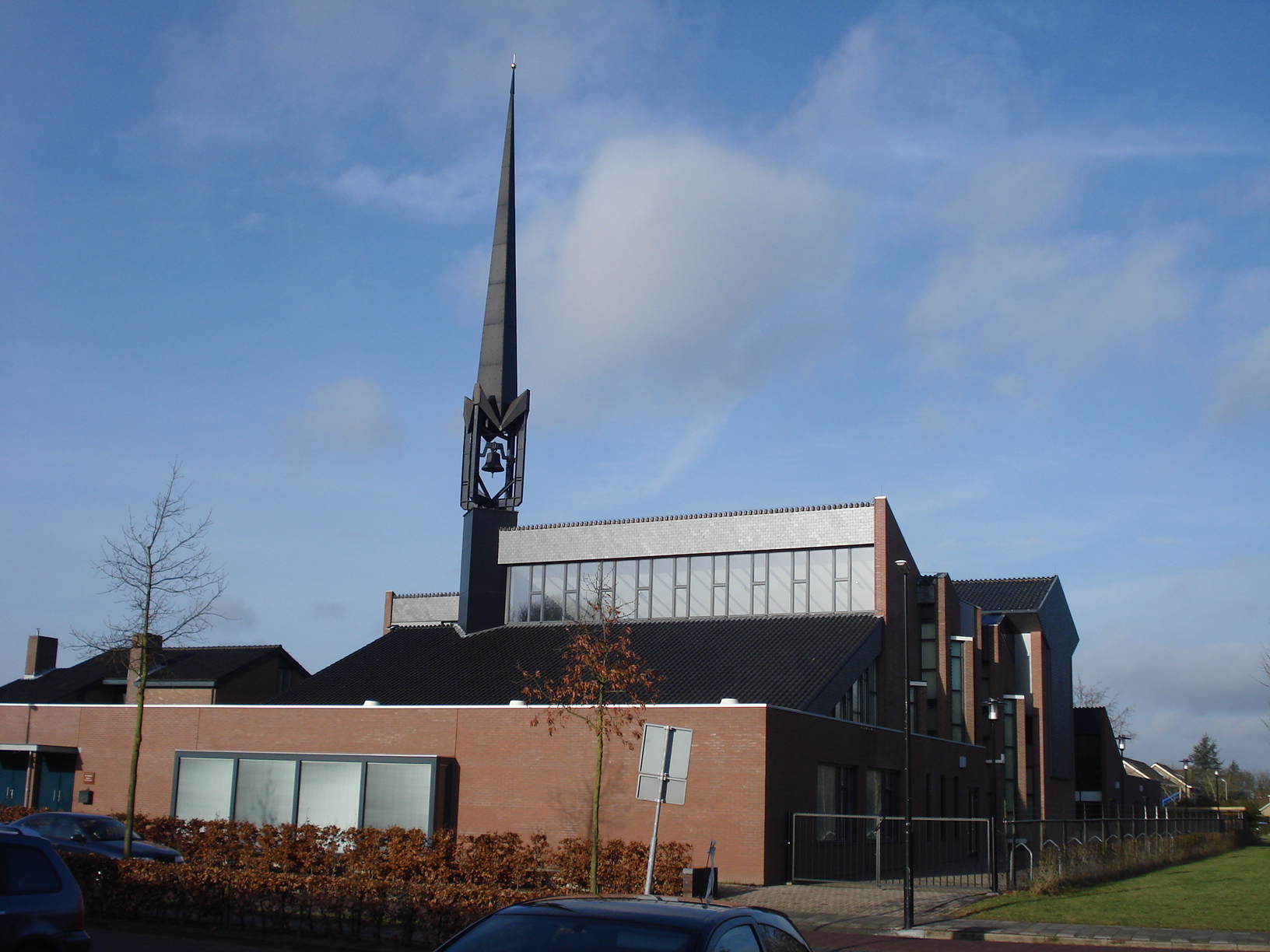
Elimkerk (1977), 's-Gravenpolder

## Geboren

### januari

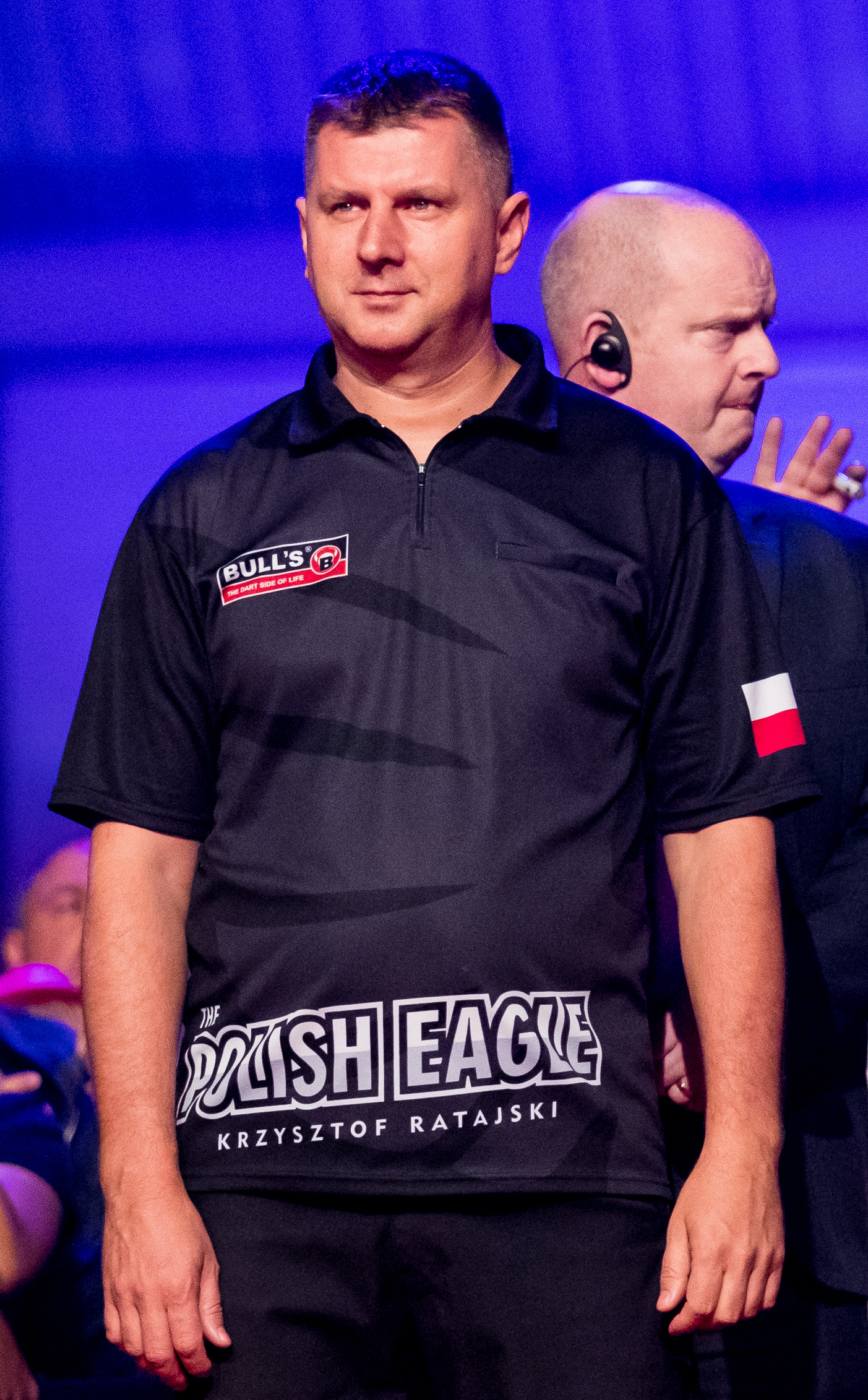
Krzysztof Ratajski,
geboren op 1 januari 1977

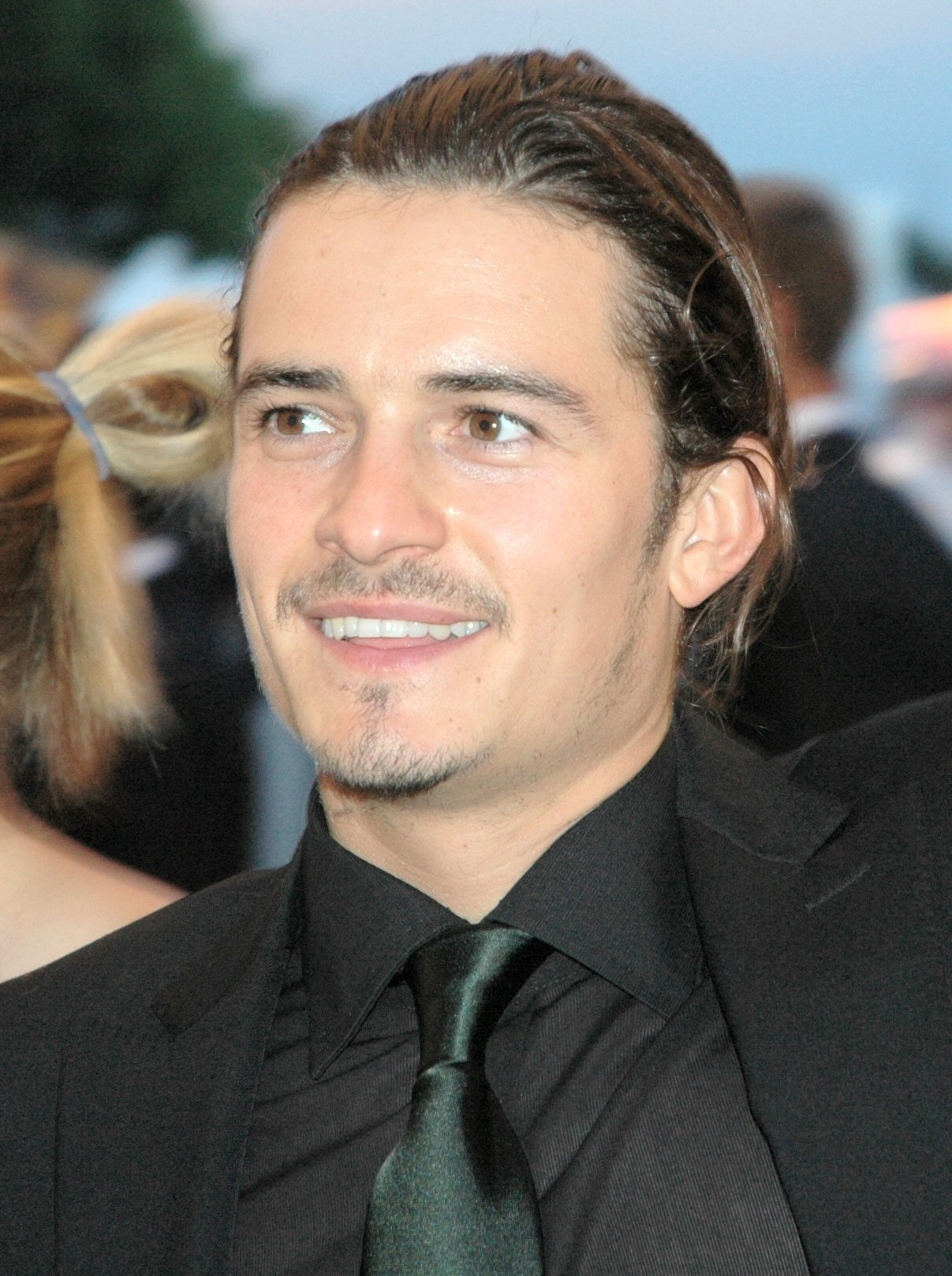
Orlando Bloom,
geboren op 13 januari 1977

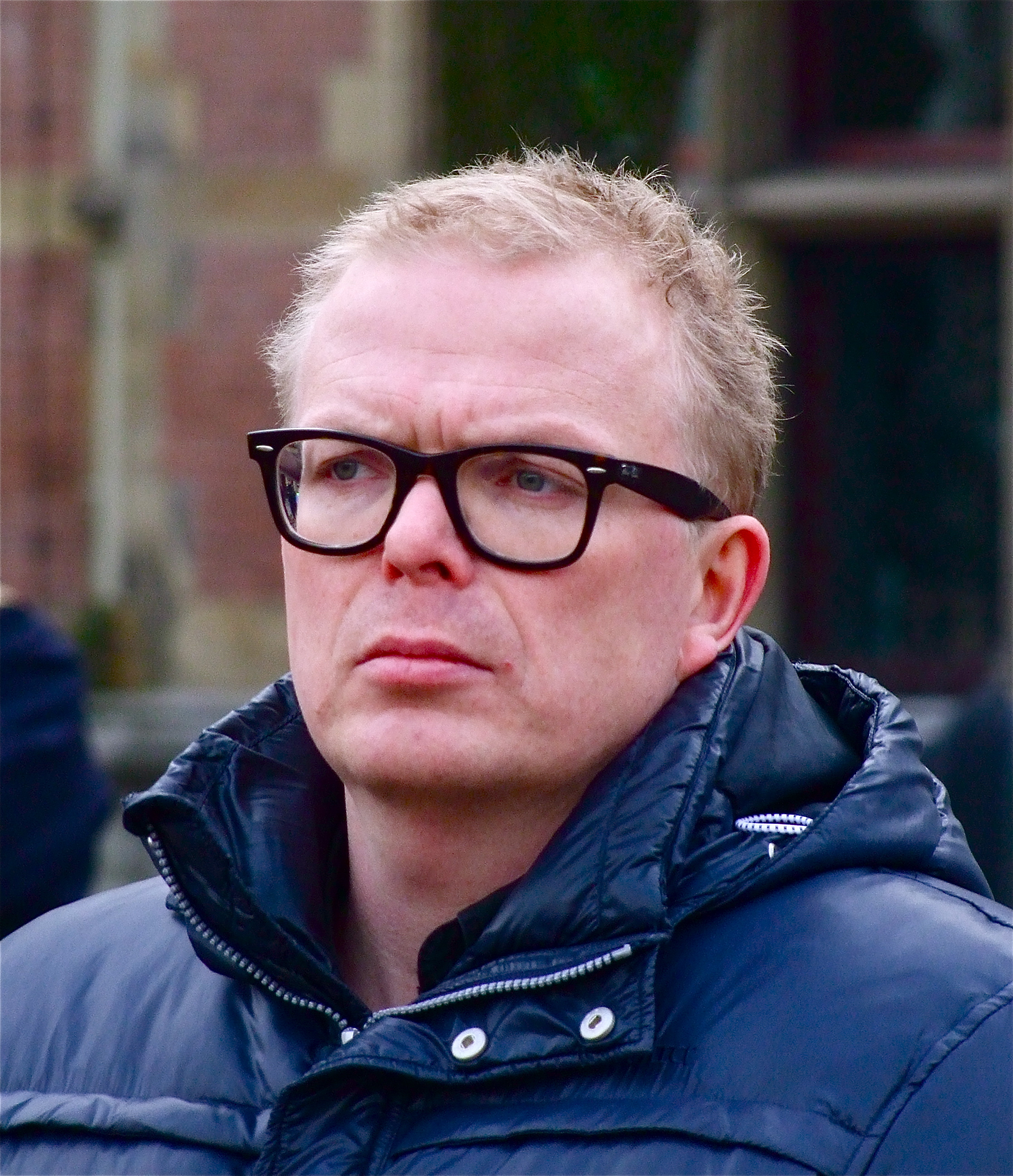
Jan Roos,
geboren op 27 januari 1977

- 1 - Mariska Orbán-de Haas, Nederlands journaliste
- 1 - Jamie Pace, Maltees voetballer
- 1 - Krzysztof Ratajski, Pools darter
- 1 - Steven Robertson, Schots acteur
- 1 - Hasan Salihamidžić, Bosnisch voetballer
- 2 - Timothy Beck, Nederlands atleet en bobsleeër
- 2 - Stefan Koubek, Oostenrijks tennisser
- 3 - Lee Bowyer, Engels voetballer
- 3 - Jop Nieuwenhuizen, Nederlands zanger
- 4 - Jonathan Cochet, Frans autocoureur
- 4 - David Millar, Schots wielrenner
- 4 - Gladys Willems, Belgisch boogschutter
- 5 - Mirella van Markus, Nederlands tv-presentatrice
- 5 - Jason Mbote, Keniaans atleet
- 5 - Hadewych Minis, Nederlands actrice
- 6 - Mikkel Jensen, Deens voetballer
- 7 - Dustin Diamond, Amerikaans acteur en muzikant (overleden 2021)
- 7 - Rohan Gottschalk, Nederlands scenarioschrijver
- 7 - Krisztián Kenesei, Hongaars voetballer
- 8 - Manuela Arcuri, Italiaans actrice
- 8 - Francesco Coco, Italiaans voetballer
- 8 - Melanie Seeger, Duits atlete
- 8 - Myriam Tschomba, Belgisch atlete
- 10 - Noel Malicdem, Filipijns darter
- 10 - Michelle O'Neill, Noord-Iers politica
- 11 - Christian Bauer, Frans schaker
- 11 - Anni Friesinger, Duits schaatsster
- 11 - Antti Pohja, Fins voetballer
- 12 - Bas Nijhuis, Nederlands voetbalscheidsrechter
- 13 - Orlando Bloom, Brits acteur
- 15 - Diana El Jeiroudi, Syrisch filmregisseur en -producent
- 15 - Giorgia Meloni, Italiaans politica en premier
- 15 - Marja Vis, Nederlands schaatsster
- 16 - Ariel Ze'evi, Israëlisch judoka
- 17 - Ali El Khattabi, Nederlands-Marokkaans voetballer
- 17 - Luca Paolini, Italiaans wielrenner
- 18 - Didier Dinart, Frans handballer
- 18 - Jean-Patrick Nazon, Frans wielrenner
- 24 - Minke Booij, Nederlands hockeyster
- 24 - Michelle Hunziker, Nederlands televisiepresentatrice
- 25 - Lidia Chojecka, Pools atlete
- 25 - Luke Roberts, Australisch wielrenner
- 25 - Hatem Trabelsi, Tunesisch voetballer
- 26 - Nathan Vecht, Nederlands cabaretier
- 27 - Rowley Douglas, Brits stuurman bij het roeien
- 27 - Jan Roos, Nederlands journalist en politicus
- 28 - Takuma Sato, Japans autocoureur
- 29 - Ruddy Buquet, Frans voetbalscheidsrechter
- 29 - Toshinari Suwa, Japans atleet
- 30 - Peter Lérant, Sloveens voetballer
- 31 - Torri Edwards, Amerikaans atlete
- 31 - Sergei Pareiko, Estisch voetballer

### februari

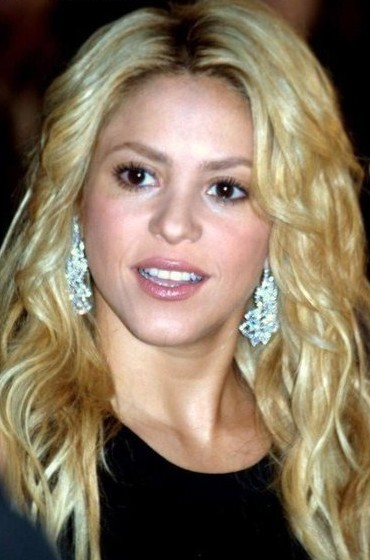
Shakira,
geboren op 2 februari 1977

- 1 - Cristina Casandra, Roemeens atlete
- 1 - Kevin Kilbane, Iers voetballer
- 1 - Sonja Silva, Nederlands actrice en televisiepresentatrice
- 2 - Marc Bernaus, Andorrees voetballer
- 2 - Jeroen Elshoff, Nederlands voetbalcommentator
- 2 - Shakira, Colombiaans zangeres
- 3 - Tim Rogge, Belgisch atleet
- 4 - Alice Amafo, Surinaams politica
- 4 - Mirjam Bouwman, Nederlands televisiepresentatrice (EO)
- 4 - Bruno Castanheira, Portugees wielrenner
- 4 - Gavin DeGraw, Amerikaans zanger
- 6 - Tanja Dexters, Vlaams model en presentatrice (Miss België 1998)
- 7 - Christian Bouckenooghe, Nieuw-Zeelands voetballer
- 7 - Simone Raineri, Italiaans roeier
- 8 - Shigeru Aburaya, Japans atleet
- 8 - Dave Farrell, Amerikaans bassist
- 8 - Petr Fulín, Tsjechisch autocoureur
- 8 - Roman Kostomarov, Russisch kunstschaatser
- 9 - Jurgen Van De Walle,

Belgisch wielrenner
- 10 - Bakary Gassama, Gambiaans voetbalscheidsrechter
- 11 - Raffaele Illiano, Italiaans wielrenner
- 11 - Aaron McMillan, Australisch pianist (overleden 2007)
- 11 - Mike Shinoda, Amerikaans ontwerper, producer, rapper, songwriter, zanger en multi-instrumentalist
- 12 - Paul Di Bella, Australisch atleet
- 14 - Cadel Evans, Australisch wielrenner
- 14 - François Perrodo, Frans ondernemer en autocoureur
- 15 - Milenko Ačimovič,

Sloveens voetballer
- 15 - Damien Faulkner, Iers autocoureur
- 15 - Øystein Grødum, Noors schaatser
- 15 - Volodymyr Hoestov, Oekraïens wielrenner
- 15 - Julien Smink, Nederlands wielrenner
- 16 - Sandra van Nieuwland, Nederlands zangeres
- 16 - Sergej Oedaltsov, Russisch politiek activist
- 18 - Brenda Beenhakker,Nederlands badmintonster
- 20 - Koen Buyse, Belgisch zanger en gitarist Zornik
- 20 - Bartosz Kizierowski, Pools zwemmer
- 22 - Mads Kaggestad, Noors wielrenner
- 22 - Hakan Yakin, Zwitsers voetballer
- 23 - Tomasz Lisowicz, Pools wielrenner (overleden 2024)
- 24 - Floyd Mayweather jr., Amerikaans bokser
- 26 - Léider Preciado, Colombiaans voetballer
- 26 - Nathan Vecht, Nederlands cabaretier
- 28 - Aaron Aguilera, Mexicaans-Amerikaans acteur en professioneel worstelaar
- 28 - Gable Garenamotse, Botswaans atleet
- 28 - Tatjana Levina, Russisch atlete
- 28 - Vito Postiglione, Italiaans autocoureur
- 28 - Janne Saarinen, Fins voetballer

### maart
- 1 - Rens Blom, Nederlands atleet
- 2 - Chris Martin, Brits zanger (Coldplay)
- 3 - Christopher Cheboiboch, Keniaans atleet
- 3 - Ronan Keating, Iers zanger (o.a. Boyzone)
- 4 - Ana Guevara, Mexicaans atlete
- 4 - Djeke Mambo, Atleet uit Congo-Kinshasa/Belgisch atleet
- 5 - Ronnie Pander, Nederlands voetballer
- 6 - Francisco Javier Fernández, Spaans atleet
- 6 - Giorgos Karagounis, Grieks voetballer
- 6 - Shabani Nonda, Congolees voetballer
- 7 - Preslav Borissov, Bulgaars politicus
- 7 - Paul Cattermole, Brits muzikant (overleden 2023)
- 7 - Jérôme Fernandez, Frans handballer
- 7 - Heather Findlay, Brits zangeres
- 7 - Mitja Zastrow, Duits-Nederlands zwemmer
- 8 - John de Jong, Nederlands voetballer
- 8 - Peter Schep, Nederlands wielrenner
- 9 - Erik Dijkstra, Nederlands journalist en presentator
- 10 - Peter Enckelman, Fins voetballer
- 10 - Enrico Kühn, Duits bobsleeër
- 12 - Antonio Mateu Lahoz, Spaans voetbalscheidsrechter
- 13 - Jiang Bo, Chinees atlete
- 14 - Naoki Matsuda, Japans voetballer (overleden 2011)
- 15 - Willem Engel, Nederlands activist (actiegroep Viruswaarheid)
- 15 - Karol Kisel, Slowaaks voetballer
- 15 - Imke Schellekens-Bartels, Nederlands amazone
- 16 - Philipp Crone, Duits hockeyer
- 16 - Ralf van der Rijst, Nederlands schaatser
- 16 - Thomas Rupprath, Duits zwemmer
- 16 - Matt Pelissier, Amerikaans drummer
- 19 - Andrej Orlov, Russisch schaakgrootmeester
- 20 - Vadzim Dzevjatowski, Wit-Russisch kogelslingeraar
- 21 - Ilse Heylen, Belgisch judoka
- 22 - Vadym Malachatko, Oekraïens schaker (overleden 2023)
- 22 - Giovanca Ostiana, Nederlands zangeres
- 22 - Barry Veneman, Nederlands motorcoureur
- 23 - Chantal Boonacker, Nederlands paralympisch zwemster (overleden 2021)
- 23 - Roman Fricke, Duits atleet
- 24 - Jessica Chastain, Amerikaans actrice
- 24 - Cédric El-Idrissi, Zwitsers atleet
- 25 - Andrew Lindsay, Brits roeier
- 26 - Hervé Banti, Monegaskisch triatleet
- 26 - William Huizinga, Nederlands meteoroloog
- 26 - Morgan De Sanctis, Italiaans voetballer
- 27 - Tommie van der Leegte, Nederlands voetballer
- 28 - Lauren Weisberger, Amerikaans schrijfster
- 28 - Annie Wersching, Amerikaans actrice (overleden 2023)
- 29 - Kristina Brandi, Puerto Ricaans tennisster
- 29 - Peter Robertson, Australisch triatleet
- 29 - Djabir Saïd-Guerni, Algerijns atleet
- 30 - Marc Gicquel, Frans tennisser
- 30 - Antonio Langella, Italiaans voetballer
- 30 - Miko Lee, Vietnamees-Amerikaans pornoactrice
- 30 - Jermaine Sedoc, Nederlands atleet
- 30 - Aleksandar Stavrev, Macedonisch voetbalscheidsrechter
- 31 - Domenico Fioravanti, Italiaans zwemmer en olympisch kampioen (2000)
- 31 - Eelco Smits, Nederlands acteur

### april

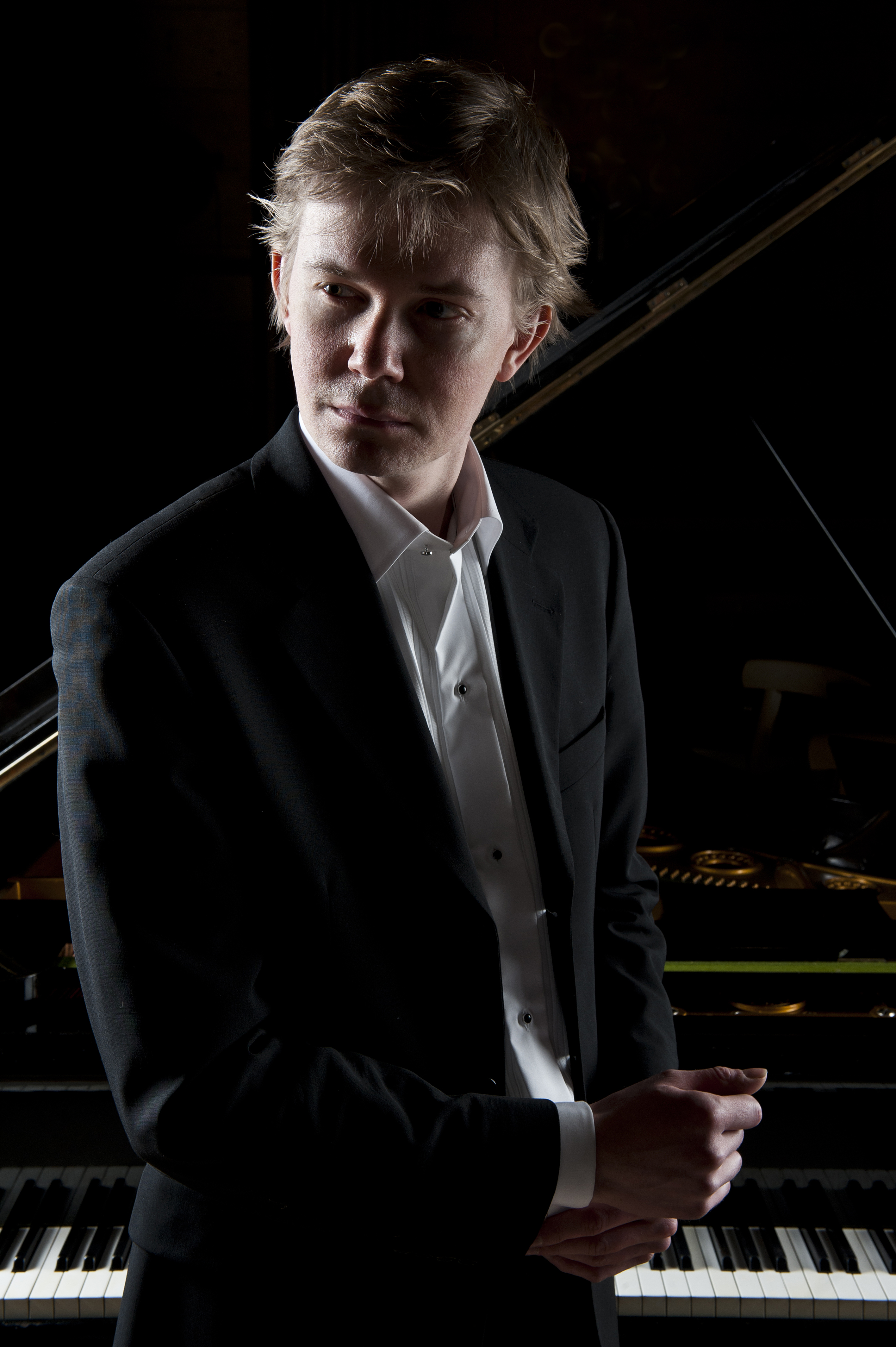
Frederik Magle,
geboren op 17 april 1977

- 1 - Kelli White, Amerikaans atlete
- 1 - Haimar Zubeldia, Spaans wielrenner
- 2 - Annett Louisan, Duits zangeres
- 2 - Marc Raquil, Frans atleet
- 2 - Róger Suárez, Boliviaans voetballer
- 3 - Véronique De Kock, Miss België 1995, Vlaams presentatrice
- 6 - Sami Mustonen, Fins freestyleskiër
- 9 - Alexandru Popovici, Moldavisch voetballer
- 10 - Waseem Ahmad, Pakistaans hockeyer
- 11 - Nicolás Filiberti, Argentijns autocoureur
- 11 - Jiří Magál, Tsjechisch langlaufer
- 12 - Giovanny Espinoza, Ecuadoraans voetballer
- 13 - Javier Guzman, Spaans-Nederlands stand-upcomedian en cabaretier
- 13 - Tom Penny, Amerikaans skateboarder
- 14 - Gorka Arrizabalaga, Spaans wielrenner
- 14 - Erjon Bogdani, Albanees voetballer
- 14 - Sarah Michelle Gellar, Amerikaans actrice
- 14 - Martin Kaalma, Estisch voetballer
- 14 - Geoff Kabush, Canadees mountainbiker
- 14 - Ben Williams, Australisch voetbalscheidsrechter
- 15 - Marko Pusa, Fins darter
- 17 - Maint Berkenbosch, Nederlands wielrenner
- 17 - Chad Hedrick, Amerikaans skeeleraar en schaatser
- 17 - Frederik Magle, Deens componist en pianist
- 18 - Hassan El Fakiri, Noors voetballer
- 18 - Jonathan Rowson, Brits schaker
- 19 - Nanceen Perry, Amerikaans atlete
- 19 - Ville Väisänen, Fins voetballer en voetbalcoach
- 20 - Yves Larock, Zwitsers dj en producer
- 21 - Rick Hofstra, Nederlands darter
- 21 - Jamie Salé, Canadees kunstschaatsster
- 22 - Mark van Bommel, Nederlands voetballer
- 22 - Pavel Churavý, Tsjechisch noordse combinatieskiër
- 22 - Robert Hunter, Zuid-Afrikaans wielrenner
- 22 - Anthony Lurling, Nederlands voetballer
- 22 - Jochem Myjer, Nederlands komiek, musicus, presentator, imitator, kinderboekenschrijver en acteur
- 23 - Bram Schmitz, Nederlands wielrenner
- 25 - Jonathan Angel, Amerikaans acteur
- 26 - Rena Effendi, Azerbeidzjaans fotografe
- 26 - Janneke Schopman, Nederlands hockeyster
- 26 - Raphael Wicky, Zwitsers voetballer
- 28 - Jorge Bolaño, Colombiaans voetballer (overleden 2025)
- 29 - Margriet Matthijsse, Nederlands zeilster
- 29 - Razan Zaitouneh, Syrisch advocaat, journalist en mensenrechtenverdediger

### mei
- 1 - David Crv, Belgisch voetballer
- 1 - Miranda van Holland, Nederlands dj, radio-producer en visagiste
- 2 - Jan Fitschen, Duits atleet
- 2 - Chad Muska, Amerikaans skateboarder
- 2 - Alibay Shukurov, Azerbeidzjaans atleet
- 3 - Maria Magdalena Dumitrache, Roemeens roeister
- 3 - Dirk Lippits, Nederlands roeier
- 3 - Noel Valladares, Hondurees voetballer
- 4 - Mariano Pernía, Spaans Argentijns voetballer
- 4 - Julie Battilana, Frans-Amerikaanse wetenschapper
- 5 - Virginie Efira, Belgisch-Frans actrice
- 5 - Ahmet Koç, Belgisch politicus (overleden 2024)
- 6 - Christophe Brandt, Belgisch wielrenner
- 6 - René Münnich, Duits autocoureur
- 7 - Bam Aquino, Filipijns politicus
- 7 - Lisa Kelly, Iers zangeres
- 7 - Łukasz Sosin, Pools voetballer
- 8 - Johann Vogel, Zwitsers voetballer
- 9 - Karin van der Haar, Nederlands paralympisch sportster
- 9 - Marek Jankulovski, Tsjechisch voetballer
- 9 - Iñigo Landaluze, Spaans wielrenner
- 9 - Paul Lynch, Iers romanschrijver
- 9 - Manuel Sanromà, Spaans wielrenner (overleden 1999)
- 10 - Nick Heidfeld, Duits autocoureur
- 10 - Eva Janssen, Nederlands triatlete
- 10 - Todd Lowe, Amerikaans acteur
- 10 - Keith Murray, Amerikaans zanger en gitarist
- 10 - Jiří Štoček, Tsjechisch schaker
- 11 - Janne Ahonen, Fins schansspringer
- 11 - Lydia Cheromei, Keniaans atlete
- 11 - Caimin Douglas, Nederlands atleet
- 11 - Pablo Gabriel García, Uruguayaans voetballer
- 11 - Denílson Lourenço, Braziliaans judoka
- 12 - Hadj Belkheir, Algerijns bokser
- 12 - Graeme Dott, Schots snookerspeler
- 12 - Mareile Höppner, Duits tv-presentatrice en journaliste
- 12 - László Mészáros, Hongaars voetballer (overleden 2024)
- 13 - Tom Cotton, Amerikaans Republikeins politicus
- 13 - Ilse DeLange, Nederlands zangeres
- 13 - Samantha Morton, Engels actrice
- 14 - Jérémie Mondon, Frans houseproducer
- 15 - Oliver Drachta, Oostenrijks voetbalscheidsrechter
- 15 - Roy Stroeve, Nederlands voetballer
- 16 - Albina Mayorova, Russisch atlete
- 16 - Lynn Collins, Amerikaans televisie- en filmactrice
- 17 - Anders Södergren, Zweeds langlaufer
- 19 - Wouter Hamel, Nederlands jazz- en popzanger
- 20 - Matt Czuchry, Amerikaans acteur
- 20 - Gerwin van der Plaats, Nederlands organist en dirigent
- 20 - Serghei Rogaciov, Moldavisch voetballer
- 21 - José Manuel Lara, Spaans golfer
- 23 - Maria Bolikova, Russisch atlete
- 23 - Ilja Koelik, Russisch kunstschaatser
- 23 - Annabel Kosten, Nederlands zwemster
- 24 - Tamarine Tanasugarn, Thais tennisster
- 25 - Giel Beelen, Nederlands radio-deejay
- 27 - Abderrahmane Hammad, Algerijns atleet
- 29 - Miroslav Drobňák, Slowaaks voetballer
- 29 - Rachael Stirling, Brits actrice
- 30 - Ivan Bebek, Kroatisch voetbalscheidsrechter
- 31 - Joachim Olsen, Deens atleet en politicus
- 31 - Felix Van Groeningen, Belgisch filmregisseur
- 31 - Danny Vera (= Danny Polfliet), Nederlands singer-songwriter

### juni
- 2 - Judith Kirton-Darling, Brits politicus en vakbondsbestuurder
- 3 - Stefan De Bock, Belgisch atleet
- 3 - Piet Deveughele, Belgisch atleet
- 3 - Abeba Tolla, Ethiopisch atlete
- 4 - Quinten Hann, Australisch pool- en snookerspeler
- 4 - Vicente de Lima, Braziliaans atleet
- 4 - Ingrid Visser, Nederlands volleybalster (overleden 2013)
- 5 - Yoshihiro Ito, Japans autocoureur
- 5 - Bas Kosters, Nederlands modeontwerper
- 5 - Liza Weil, Amerikaans actrice
- 6 - David Connolly, Iers voetballer
- 6 - Meike Evers, Duits roeister
- 6 - Nilüfer Gündoğan, Turks-Nederlands politica (Volt)
- 6 - Tony Sergeant, Belgisch voetballer
- 6 - Workenesh Tola, Ethiopisch atlete
- 7 - Marcin Baszczyński, Pools voetballer
- 7 - Jair Marrufo, Amerikaans voetbalscheidsrechter
- 7 - Donovan Ricketts, Jamaicaans voetballer
- 8 - Hrvoje Vejić, Kroatisch voetballer
- 8 - Kanye West, Amerikaans rapper
- 9 - Sohail Abbas, Pakistaans hockeyer
- 10 - Eurico de Jesus, Macaus autocoureur
- 12 - Ann-Lou Jørgensen, Deens badmintonster
- 14 - Francesco Coco, Italiaans voetballer
- 16 - Addy Engels, Nederlands wielrenner
- 17 - Bernardo Guillermo, Nederlands industrieel ontwerper; lid koninklijke familie
- 17 - Karl Menzies, Australisch wielrenner
- 18 - Kaja Kallas, Estisch politica
- 18 - Cath Luyten, Vlaams tv-presentatrice en reportagemaakster
- 18 - Dilan Yeşilgöz, Turks-Nederlands politica
- 19 - Nadine Stemerdink, Nederlands bestuurder (PvdA)
- 20 - Amos Lee, Amerikaans singer-songwriter
- 21 - David Jacobs, Indonesisch tafeltennisser (overleden 2023)
- 21 - René Obst, Duits wielrenner
- 21 - Kjell Provost, Belgisch atleet
- 21 - Patch Darragh, Amerikaans acteur
- 22 - Elke Bogemans, Belgisch atlete
- 22 - Angelo Furlan, Italiaans wielrenner
- 23 - Miguel Ángel Angulo, Spaans voetballer
- 23 - Hayden Foxe, Australisch voetballer
- 23 - Jason Mraz, Amerikaans singer-songwriter
- 23 - Joost Spijkers, Nederlands acteur en cabaretier
- 24 - Cas Jansen, Nederlands acteur
- 24 - Nina Zjivanevskaja, Russisch-Spaans zwemster
- 25 - Foort van Oosten, Nederlands politicus
- 26 - William Kipsang, Keniaans atleet
- 27 - Rafael Noeritdinov, Oezbeeks wielrenner
- 27 - Andrej Porázik, Slowaaks voetballer
- 27 - Arkadiusz Radomski, Pools voetballer
- 27 - Raúl, Spaans voetballer
- 29 - Shannon Boxx, Amerikaans voetbalster
- 29 - Erik Heijblok, Nederlands voetbaldoelman
- 29 - Gerben Löwik, Nederlands wielrenner
- 29 - Zuleikha Robinson, Brits actrice
- 29 - Alan Villafuerte, Nederlands turner
- 30 - Tathiana Garbin, Italiaans tennisster

### juli

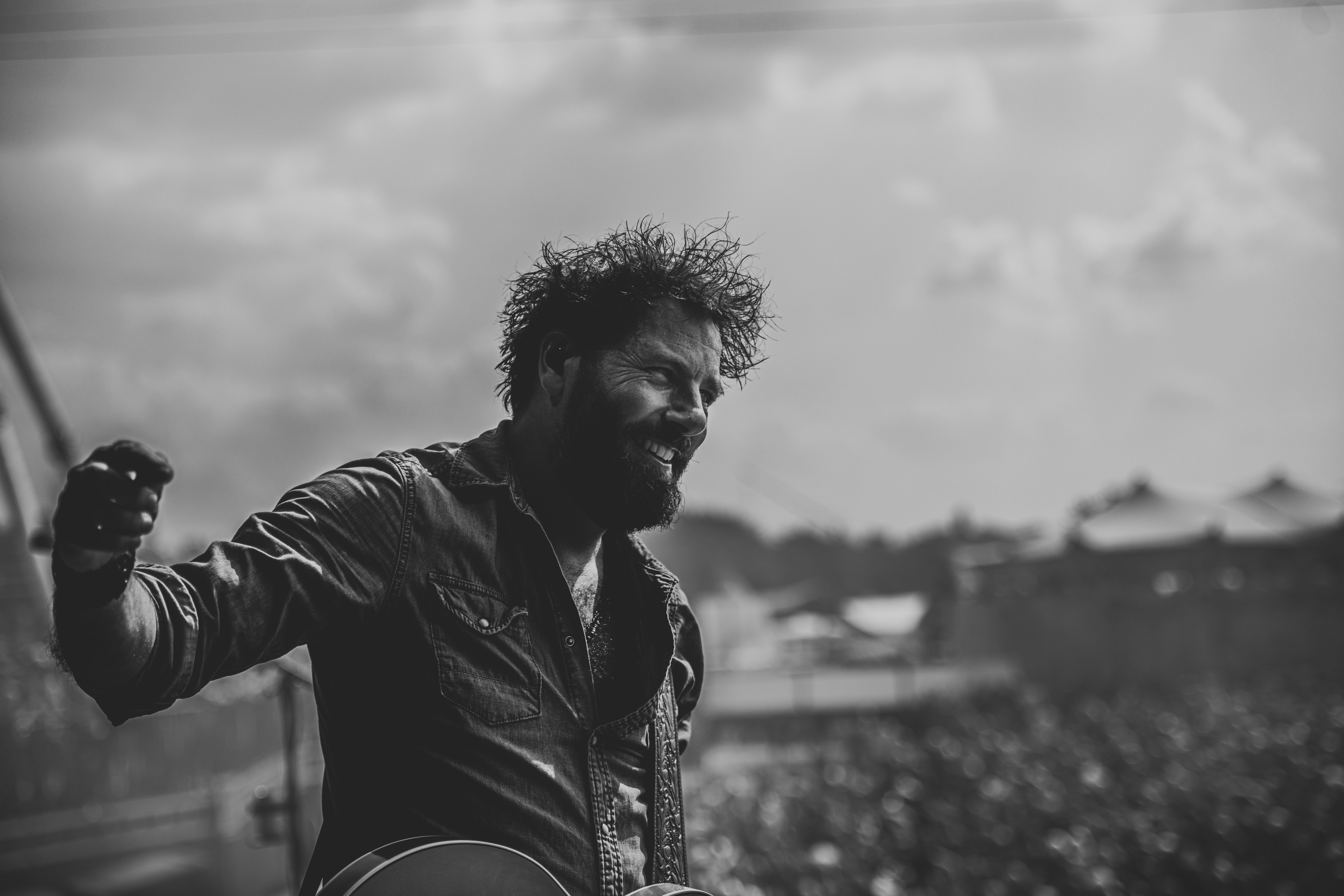
Hendrik Jan Bökkers,
geboren op 16 juli

- 1 - Björn Leukemans, Belgisch wielrenner
- 1 - Veselin Petrović, Servisch basketballer
- 1 - Birgit Schuurman, Nederlands zangeres en actrice
- 1 - Liv Tyler, Amerikaans actrice
- 2 - Dorian Çollaku, Albanees atleet
- 2 - Christoph Freund, Oostenrijks voetballer en sportbestuurder
- 2 - John Paesano, Amerikaans componist van filmmuziek en muziekproducent
- 3 - Kurt Elshot, Nederlands voetballer
- 3 - Mazen al-Hamada, Syrisch activist (overleden 2024)
- 3 - Natascha Keller, Duits hockeyster
- 3 - Kees-Jan van der Klooster, Nederlands paralympisch sporter
- 4 - Allan Jepsen, Deens voetballer
- 5 - Tim Kamps, Nederlands cabaretier, muzikant, acteur en regisseur
- 5 - Nicolas Kiefer, Duits tennisser
- 5 - Riet Muylaert, Belgisch zangeres
- 6 - Li Jinyu, Chinees voetballer
- 6 - Maks Mirni, Wit-Russisch tennisser
- 7 - Daniel Stefański, Pools voetbalscheidsrechter
- 7 - Diddo Velema, Nederlands kunstenaar
- 8 - Christian Abbiati, Italiaans voetballer
- 8 - Selima Sfar, Tunesisch tennisster
- 9 - Arjan Moen, Nederlands darter
- 10 - Anthony Dufrane, Belgisch politicus
- 10 - Branko Hucika, Kroatisch voetballer
- 10 - João Pereira, Angolees voetballer
- 11 - Robert Kempiński, Pools schaker
- 11 - Tobias Welz, Duits voetbalscheidsrechter
- 12 - Marco Silva, Portugees voetballer en voetbalcoach
- 13 - Keita Kanemoto, Japans voetballer
- 13 - Ryo Oishi, Japans voetballer
- 13 - Ashley Scott, Amerikaans model
- 14 - Adil Ramzi, Marokkaans voetballer
- 14 - Victoria, kroonprinses van Zweden
- 15 - Claes Iversen, Deens modeontwerper
- 15 - Galina Lichatsjova, Russisch langebaanschaatsster
- 16 - Hendrik Jan Bökkers, Nederlands zanger
- 17 - Mario Stecher, Oostenrijks noordse combinatieskiër
- 20 - Yves Niaré, Frans atleet (overleden 2012)
- 21 - Danny Ecker, Duits atleet
- 22 - Gustavo Nery, Braziliaans voetballer
- 23 - Néicer Reasco, Ecuadoraans voetballer
- 24 - Arnold Bruggink, Nederlands voetballer
- 24 - Olivera Jevtić, Joegoslavisch/Servisch atlete
- 24 - Yago Lamela, Spaans atleet (overleden 2014)
- 24 - Mehdi Mahdavikia, Iraans voetballer
- 24 - Aïcha Marghadi, Nederlands nieuwslezer en sportpresentator
- 25 - Gordon Braun, Luxemburgs voetballer
- 26 - Kelly Pfaff, Vlaams model en mediafiguur
- 26 - Rebecca St. James, Amerikaans christelijk (musical)actrice, schrijfster en zangeres
- 27 - Mustapha Bennacer, Algerijns atleet
- 27 - Massimo Margiotta, Italiaans-Venezolaans voetballer
- 27 - Jonathan Rhys Meyers, Iers acteur
- 27 - Jonathan Soeharno, Nederlands advocaat, hoogleraar en politicus
- 28 - Noah Bor, Keniaans atleet
- 28 - Mark Boswell, Canadees atleet
- 28 - Aleksandar Živković, Servisch voetballer
- 29 - Danger Mouse, Amerikaans hiphopartiest (Gnarls Barkley) en muziekproducent
- 30 - Julio Alberto Pérez, Mexicaans wielrenner
- 30 - Guido Weijers, Nederlands cabaretier
- 30 - Wouter Zwart, Nederlands tv-journalist
- 31 - Jennifer Kessy, Amerikaans beachvolleyballer

### augustus

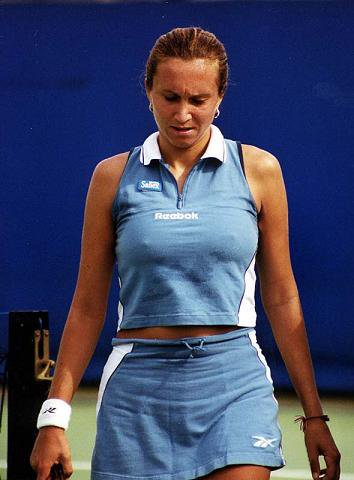
Iva Majoli,
geboren op 12 augustus

- 2 - Edward Furlong, Amerikaans acteur
- 3 - Óscar Pereiro, Spaans wielrenner
- 3 - Rui Silva, Portugees atleet
- 5 - Pieter Heerma, Nederlands parlementariër (CDA)
- 7 - Lottie Hellingman, Nederlands actrice
- 8 - Daniel Moreira, Frans voetballer
- 8 - Szilárd Németh, Slowaaks voetballer
- 8 - Michael Vroemans, Belgisch acteur
- 8 - Nicolas Vogondy, Frans wielrenner
- 9 - Jens Hellström, Zweeds autocoureur
- 9 - Ravshan Irmatov, Oezbeeks voetbalscheidsrechter
- 9 - Mickaël Silvestre, Frans voetballer
- 10 - Luciana Aymar, Argentijns hockeyster en model
- 10 - Michele Gobbi, Italiaans wielrenner
- 12 - Jesper Grønkjær, Deens voetballer
- 12 - Iva Majoli, Kroatisch tennisster
- 12 - Park Yong-ha, Zuid-Koreaans zanger en acteur (overleden 2010)
- 14 - Justin Anlezark, Australisch atleet
- 15 - Radoslav Batak, Montenegrijns voetballer
- 15 - Igor Cassina, Italiaans turner
- 15 - Wagner Ebrahim, Braziliaans autocoureur
- 16 - Pavel Královec, Tsjechisch voetbalscheidsrechter
- 16 - Jeroen Mellemans, Belgisch voetballer
- 17 - Nathan Deakes, Australisch snelwandelaar
- 17 - Thierry Henry, Frans voetballer
- 17 - Tarja Turunen, Fins zangeres
- 18 - Andrij Deryzemlja, Oekraïens biatleet
- 19 - Iban Mayo, Spaans wielrenner
- 20 - Stéphane Gillet, Luxemburgs voetballer
- 21 - Sander Dreesmann, Nederlands hockeyer
- 22 - Heiðar Helguson, IJslands voetballer
- 22 - Javier Restrepo, Colombiaans voetballer
- 23 - Jelena Rozga, Kroatisch zangeres
- 23 - Douglas Sequeira, Costa Ricaans voetballer
- 23 - Aukelien Weverling, Nederlands schrijfster en columniste
- 24 - Robert Enke, Duits voetbaldoelman (overleden 2009)
- 24 - Padraigh Sutton, Iers voetbalscheidsrechter
- 25 - Aziz El Khanchaf, Frans voetballer
- 26 - Therese Alshammar, Zweeds zwemster
- 27 - Deco, Portugees voetballer
- 28 - Ambesse Tolosa, Ethiopisch atleet
- 29 - Richard Knopper, Nederlands voetballer
- 29 - John O'Brien, Amerikaans voetballer
- 30 - Kamil Kosowski, Pools voetballer
- 30 - Félix Sánchez, Dominicaans atleet
- 31 - Jeff Hardy, Amerikaans professioneel worstelaar
- 31 - Ian Harte, Iers voetballer

### september
- 1 - David Albelda, Spaans voetballer
- 1 - Raffaele Giammaria, Italiaans autocoureur
- 1 - Wálter López, Hondurees voetballer (overleden 2015)
- 1 - Harald Pinxten, Belgisch voetballer
- 1 - Eva Van der Gucht, Belgisch actrice
- 2 - Rudy Aerts, Nederlands voetballer
- 2 - Marek Mintál, Slowaaks voetballer
- 3 - Stephen Laybutt, Australisch voetballer (overleden 2024)
- 3 - Olof Mellberg, Zweeds voetballer
- 5 - Joseba Etxeberria, Spaans voetballer
- 9 - Sisay Bezabeh, Australisch atleet
- 11 - Jon Buckland, Engels gitarist (Coldplay)
- 11 - Murat Isik, Nederlands schrijver
- 11 - Ludacris, Amerikaans rapper, dj en acteur
- 11 - Matthew Stevens, Welsh snookerspeler
- 11 - Miran Vodovnik, Sloveens atleet
- 12 - Remco van Eijden, Nederlands darter
- 12 - Ewoud Kieft, Nederlands schrijver en historicus
- 12 - Joseph Ngeny, Keniaans atleet
- 12 - Pia Tjelta, Noors actrice
- 13 - Fiona Apple, Amerikaans zangeres
- 13 - Eirik Bakke, Noors voetballer
- 15 - Danie Bles, Nederlands modestyliste
- 15 - Daan de Neef, Nederlands politicus
- 15 - Jason Terry, Amerikaans basketballer
- 16 - Josip Šimić, Kroatisch voetballer
- 17 - Alemitu Bekele, Turks-Ethiopische atlete
- 17 - Milan Berck Beelenkamp, Nederlands voetballer
- 17 - Lotte Jonathans, Nederlands badmintonster
- 17 - Juan Antonio Flecha, Spaans-Argentijns wielrenner
- 17 - Lieve van Kessel, Nederlands hockeyster
- 18 - Kieran West, Brits roeier
- 19 - Tommaso Rocchi, Italiaans voetballer
- 20 - Namie Amuro, Japans zangeres
- 20 - Jon Inge Høiland, Noors voetballer
- 20 - Yusuke Imai, Japans schaatser
- 21 - Marc de Hond, Nederlands radiopresentator en ondernemer (overleden 2020)
- 21 - Gergely Kiss, Hongaars waterpoloër
- 22 - Keith Chan, Hongkongs autocoureur
- 25 - Rinaldo Nocentini, Italiaans wielrenner
- 26 - Janne Holmén, Fins atleet
- 26 - Hugo de Jonge, Nederlands politicus
- 27 - Andrus Värnik, Estisch atleet
- 30 - Roy Carroll, Noord-Iers voetballer
- 30 - Héctor Tapia, Chileens voetballer
- 30 - Jeroen Wollaars, Nederlands journalist en tv-presentator

### oktober
- 1 - Dwight Phillips, Amerikaans atleet
- 3 - Daniel Hollie, Amerikaans professioneel worstelaar
- 4 - Peter Hanson, Zweeds golfer
- 4 - Ana Johnsson, Zweeds zangeres en songwriter
- 4 - Jason Lehmkuhle, Amerikaans atleet
- 4 - Bartłomiej Macieja, Pools schaker
- 5 - Konstantin Zyrjanov, Russisch voetballer
- 6 - Carola Schouten, Nederlands politica
- 8 - Madelon Baans, Nederlands zwemster
- 8 - Daniel Bess, Amerikaans acteur
- 8 - Anne-Caroline Chausson, Frans mountainbikester en BMX-ster
- 8 - Reese Hoffa, Amerikaans atleet
- 8 - Erna Siikavirta, Fins toetsenist
- 8 - Alexander Viveros, Colombiaans voetballer
- 9 - Miikka Multaharju, Fins voetballer
- 11 - Jelena Berezjnaja, Russisch kunstschaatsster
- 12 - Vita Palamar, Oekraïens atlete
- 13 - Antonio Di Natale, Italiaans voetballer
- 14 - Joey Didulica, Kroatisch voetbaldoelman
- 14 - Barry Ditewig, Nederlands voetbaldoelman
- 14 - Juan Soto, Venezolaans voetbalscheidsrechter
- 15 - Galina Bogomolova, Russisch atlete
- 16 - John Mayer, Amerikaans zanger en songwriter
- 16 - Björn Otto, Duits atleet
- 16 - Anniek Pheifer, Nederlands actrice
- 16 - Thorwald Veneberg, Nederlands wielrenner
- 17 - Dudu Aouate, Israëlisch voetballer
- 17 - Alimi Ballard, Amerikaans acteur
- 17 - Marco Bui, Italiaans mountainbiker
- 17 - André Villas-Boas, Portugees voetbaltrainer
- 17 - Emanuela Zanchi, Italiaans waterpoloster
- 18 - Ryan Nelsen, Nieuw-Zeelands voetballer
- 18 - Paul Stalteri, Canadees voetballer
- 20 - Hanke Bruins Slot, Nederlands politica
- 20 - Ricardo González, Mexicaans autocoureur
- 23 - Aleksander Iasjvili, Georgisch voetballer
- 24 - Iván Kaviedes, Ecuadoraans voetballer
- 24 - Marie-Hélène Prémont, Canadees mountainbikester
- 25 - Birgit Prinz, Duits voetbalster
- 26 - Jon Heder, Amerikaans acteur
- 27 - Attje Kuiken, Nederlands politica (PvdA)
- 27 - Gidi Markuszower, Nederlands politicus (PVV)
- 28 - Jonas Rasmussen, Deens badmintonner
- 29 - Juraj Czinege, Slowaaks voetballer
- 30 - Eefke Mulder, Nederlands hockeyster
- 31 - Sinan Can, Nederlands journalist en programmamaker
- 31 - Séverine Ferrer, Frans zangeres
- 31 - Sophie van Leeuwen, Nederlands journaliste
- 31 - Sieger Sloot, Nederlands acteur en cabaretier
- 31 - Jimmy Smet, Belgisch voetballer (overleden 2012)
- 31 - Jelena Tichonova, Russisch atlete

### november
- 1 - Anthony Clark, Engels badmintonner
- 3 - Aria Giovanni, Amerikaans model en pornoactrice
- 3 - Cees Paauwe, Nederlands voetballer
- 4 - Simon Arusei, Keniaans atleet
- 4 - Hannelore Knuts, Belgisch topmodel
- 4 - Evgenja Radanova, Bulgaars shorttrackster
- 5 - Yonas Kifle, Eritrees atleet
- 5 - Maarten Tjallingii, Nederlands wielrenner
- 5 - Richard Wright, Engels voetballer
- 6 - Annabel Nanninga, Nederlands journaliste en politica
- 9 - Ljoedmyla Blonska, Oekraïens atlete
- 9 - Dmitri Dasjinski, Wit-Russisch freestyleskiër
- 10 - Micheil Asjvetia, Georgisch voetballer
- 10 - Irina Kalentjeva, Russisch mountainbikester
- 10 - Brittany Murphy, Amerikaans actrice (overleden 2009)
- 10 - Erik Nevland, Noors voetballer
- 11 - Arianna Follis, Italiaans langlaufster
- 11 - Lo Ka Chun, Hongkongs autocoureur
- 12 - Rachel Dolezal, Amerikaanse activiste en schrijfster
- 12 - Davide Rummolo, Italiaans zwemmer
- 13 - Lilia Sjoboechova, Russisch atlete
- 15 - Albert E. Brumley, Amerikaans componist van gospelmuziek
- 17 - Jairo Castillo, Colombiaans voetballer
- 17 - Andreja Mali, Sloveens biatlete en langlaufster
- 17 - Ryk Neethling, Zuid-Afrikaans zwemmer
- 19 - Mette Frederiksen, Deens politica
- 19 - Antony Gautier, Frans voetbalscheidsrechter
- 19 - Reid Scott, Amerikaans acteur
- 21 - Bruno Berner, Zwitsers voetballer
- 22 - Annika Norlin, Zweeds zangeres en songwriter
- 24 - Leila Aman, Ethiopisch atlete
- 24 - Colin Hanks, Amerikaans acteur
- 24 - Lucille Opitz, Duits schaatsster
- 25 - Nuno Assis, Portugees voetballer
- 25 - Guillermo Cañas, Argentijns tennisser
- 25 - MacBeth Sibaya, Zuid-Afrikaans voetballer
- 26 - Ivan Basso, Italiaans wielrenner
- 27 - Oksana Chvostenko, Oekraïens biatlete
- 27 - Tobias Grünenfelder, Zwitsers alpineskiër
- 28 - Fabio Grosso, Italiaans voetballer
- 29 - Paul Goodison, Brits zeiler
- 29 - Eddie Howe, Engels voetballer en voetbalcoach
- 29 - Yuichi Takeda, Japans motorcoureur
- 30 - Steve Aoki, Amerikaans electrohouse-producer
- 30 - Olivier Schoenfelder, Frans kunstschaatser
- 30 - Stavros Tritsonis, Grieks voetbalscheidsrechter

### december

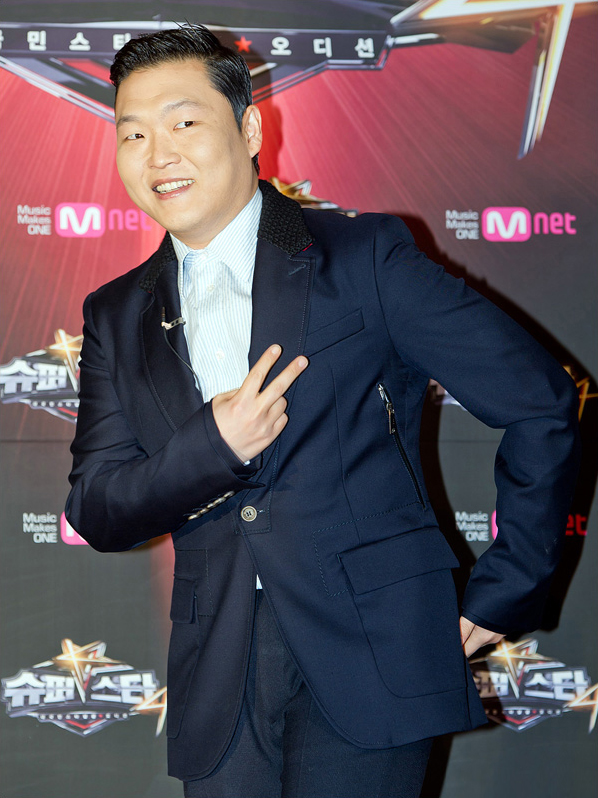
PSY,
geboren op 31 december

- 1 - Luis Díaz, Mexicaans autocoureur
- 1 - Jasmine Sendar, Nederlands actrice en zangeres
- 2 - Siyabonga Nomvethe, Zuid-Afrikaans voetballer
- 3 - Jean-Christophe Bette, Frans roeier
- 4 - Darvis Patton, Amerikaans atleet
- 4 - Big Pokey (Milton Powell), Amerikaans rapper (overleden 2023)
- 5 - Jenne Decleir, Vlaams acteur
- 6 - Chanella Hodge, Nederlands actrice
- 7 - Luke Donald, Brits golfer
- 8 - Matthias Schoenaerts, Vlaams acteur
- 9 - José David de Gea, Spaans motorcoureur
- 9 - David Rimbold, Belgisch voetbalcoach
- 10 - Joaquín Botero, Boliviaans voetballer
- 10 - Andrea Henkel, Duits biatlete
- 10 - Róbert Ruck, Hongaars schaker
- 10 - Simon Thompson, Australisch triatleet
- 11 - Roberto Baronio, Italiaans voetballer
- 12 - Wim De Deyne, Belgisch shorttracker
- 13 - Winfried Baijens, Nederlands presentator
- 13 - Andrew Higginson, Engels snookerspeler
- 15 - Florus van Rooijen, Nederlands stemacteur
- 16 - Teemu Kattilakoski, Fins langlaufer
- 16 - Orwa Nyrabia - Syrisch filmproducent, artistiek directeur IDFA
- 17 - Arnaud Clément, Frans tennisser
- 19 - Tamara Boroš, Kroatisch tafeltennisster
- 19 - LaTasha Jenkins, Amerikaans atlete
- 19 - Malik Louahla, Algerijns sprinter
- 19 - Elisa Toffoli, Italiaans zangeres en multi-instrumentaliste
- 20 - Ridouan Taghi, Marokkaans-Nederlands crimineel
- 21 - Klodian Duro, Albanees voetballer
- 21 - Emmanuel Macron, Frans politicus
- 22 - Michaela Spaanstra, Nederlandse rolstoeltennisspeelster
- 23 - Taoufik Ameziane, Nederlands voetballer
- 24 - Jason Read, Amerikaans roeier
- 24 - Glen Salmon, Zuid-Afrikaans voetballer
- 26 - Fatih Akyel, Turks voetballer
- 27 - Florence Ekpo-Umoh, Duits atlete
- 28 - Derrick Brew, Amerikaans atleet
- 28 - Hellen Kimutai, Keniaans atlete
- 28 - Dave McCullen, Belgisch muziekproducent
- 29 - Tuomo Könönen, Fins voetballer
- 29 - André Vreugdenhil, Nederlands-Belgisch schaatser
- 30 - Glory Alozie, Nigeriaans-Spaans atlete
- 30 - Koen De Poorter, Vlaams comedy- en televisiemaker
- 30 - Saša Ilić, Servisch voetballer
- 30 - Joelia Litejkina, Russisch schaatsster
- 31 - Wardy Alfaro, Costa Ricaans voetballer
- 31 - Laurent Fassotte, Belgisch voetballer
- 31 - Park Jae-Sang (PSY), Zuid-Koreaans zanger

### datum onbekend
- Mirjam van den Broeke, Nederlands journaliste en columniste
- Arjan Noorlander, Nederlands (televisie)journalist en politiek commentator
- Sven Ratzke, Duits-Nederlands zanger en entertainer
- Phreako Rico (= Ricardo McDougal), Nederlands rapper
- Benny Sings (= Tim van Berkestijn), Nederlands singer-songwriter en producer
- Chad VanGaalen, Canadees muzikant en illustrator
- Nelleke Vedelaar, Nederlands politica

## Weerextremen in België
- 20 februari: Overstromingen in zuiden van het land..
- 31 maart: Minimumtemperatuur tot –4,9 °C in Koksijde en –10,0 °C in Botrange (Waimes)...
- 16 mei: Neerslagtotaal van 75 mm in Auvelais (Sambreville).
- 9 juni: Onweders veroorzaken veel schade.
- 10 juni: Tornado veroorzaakt schade in de streek van Kinrooi, in het oosten van Limburg.
- juni: Juni met laagste zonneschijnduur: 124 uur (normaal 226 uur).
- 17 augustus: Neerslagtotaal van 97 mm water in Genk.
- zomer: Na 1860 zomer met hoogst aantal neerslagdagen: 67 (normaal 46,4).
- zomer: Na 1888 zomer met laagste zonneschijnduur: 406,6 (normaal 665,9 u).
- 19 september: Temperaturen tot –2,0 °C in Kleine-Brogel (Peer) en –3,1 °C in Rochefort.
- 21 oktober: Maximumtemperatuur: 22,7 °C in Ukkel. 4de dag reeds boven 20 °C.
- 10 november: De warmste november-decade van de eeuw: gemiddelde temperatuur in Ukkel: 11,4 °C.
- 12 november: Windsnelheden tot 122 km/h aan de kust en rond Luik. Overstromingen en dijkbreuken.
- 23 december: Temperatuurmaxima tot 14,0 °C in Rochefort en 16,8 °C in Kleine-Brogel (Peer)…
- 24 december: Storm met windstoten tot 124 km/h in Oostende. Veel schade in het Scheldebekken met 7 doden.

Bron: KMI Gegevens Ukkel 1901-2003  met aanvullingen